# Eduardo Vicente de Vera
Eduardo Vicente de Vera (Brea de Aragón, 1952) es un escritor y novelista aragonés licenciado en historia y miembro fundador del Consello d'a Fabla Aragonesa. Es uno de los primeros autores en aragonés contemporáneo.

## Biografía
Su primera opción de estudios fue la Física, pero pronto la abandonó para iniciar estudios de Filosofía y Letras, especializándose en Historia y licenciándose en 1976.
Tras sus estudios se dedicó a la enseñanza de la Historia y de la Literatura, compaginándola con su vocación de escritor, trabajando en la actualidad para la Diputación General de Aragón como funcionario.
Como escritor ganó el Premio Altoaragón de narración breve en aragonés en 1973 y 1974, y el premio Ana Abarca de Bolea en 1975. Ha escrito diversos artículos, entre ellos «Opiniones sobre el estado del habla aragonesa desde la Edad Media (noticias historiográficas)» (1987) y «El Romance de Marichuana: posible transmisión e importancia etnológica» (1993).

## Obra
Entre sus obras y recopilaciones editadas tenemos:
- 1976: Garba y augua.
- 1977: Do se amorta l'alba.
- 1981: Chardín d'ausenzias.
- 1985: A l'aire.
- 1986: Calibos de fogaril.
- 1986: Textos en grausino.
- 1989: As fuellas de París, novela histórica.
- 1992: El aragonés. Historiografía y Literatura (ensayo historiográfico).